# لويز هنريكي كوريا دي أرواخو
لويز هنريكي كوريا دي أرواخو (بالبرتغالية: Luiz Henrique Corrêa de Araújo‏) هو لاعب كرة قدم برازيلي في مركز الوسط، ولد في 16 أكتوبر 1988. لعب مع نادي أميريكانو ونادي سيارا ونادي غاما.